# 冷云

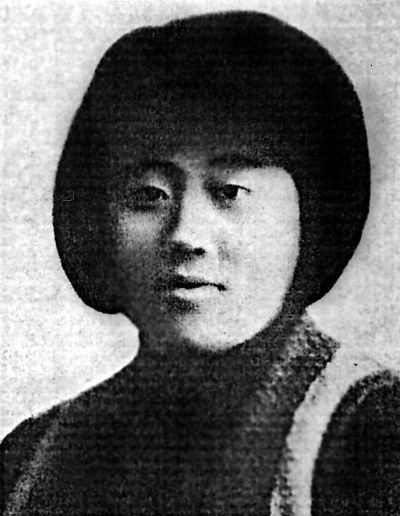

冷云（1915年—1938年10月），原名郑志民，黑龙江省桦川县悦来镇人，东北抗日联军成员，“八女投江”的带头人。

## 生平
1931年，考入桦川县立女子师范学校。1934年加入中国共产党。毕业后在小学执教，秘密从事抗日活动。1936年，被调到东北抗日联军第五军。1938年任妇女团政治指导员，随第五军西征。同年10月，所在部队在黑龙江林口乌斯浑河边被日伪军包围时，率部掩护大部队突围，弹尽粮绝后与杨贵珍、安顺福，胡秀芝，郭桂琴、黄桂清、王惠民、李风善等7名抗联女战士一起投江殉国。